# Theophilus H. Holmes
Theophilus H. Holmes (13 de noviembre de 1804 - 21 de junio de 1880) fue un oficial superior del Ejército de los Estados Confederados que comandó la infantería en los teatros del Este y Trans-Misisipi de la guerra civil estadounidense. Anteriormente había servido con distinción como oficial del Ejército de los Estados Unidos en las guerras seminolas y mexicano-americanas. Amigo y protegido del Presidente de los Estados Confederados, Jefferson Davis, fue nombrado comandante del Departamento Trans-Misisipi, pero fracasó en su tarea clave, que era defender el control de la Confederación sobre el Misisipi.

## Primeros años
Theophilus Hunter Holmes nació en el condado de Sampson, Carolina del Norte, en 1804. Su padre, Gabriel Holmes, fue gobernador de Carolina del Norte y congresista de los Estados Unidos. Después de un intento fallido de administrar una plantación, Holmes le pidió a su padre un nombramiento en la Academia Militar de los Estados Unidos, de la cual se graduó en 1829. Se ubicó en el puesto 44 de 46 en su clase. Holmes era aparentemente bastante sordo, y casi nunca se percataba de los disparos más potentes.

## Ejército de los Estados Unidos
Después de graduarse, Holmes fue comisionado como subteniente en el 7.º de Infantería de los Estados Unidos. En 1838, Holmes alcanzó el rango de capitán. Durante sus primeros servicios, Holmes sirvió en Florida, el Territorio Indio y Texas. Holmes también sirvió en la Segunda Guerra Seminola, con distinción. En 1841, se casó con Laura Whetmore, con quien tendría ocho hijos. Durante la Guerra México-Estadounidense, fue ascendido a comandante de la batalla de Monterrey en septiembre de 1846. Este ascenso se debió a que Jefferson Davis fue testigo de sus valientes acciones allí. Recibió un ascenso completo a comandante de la 8.ª Infantería de los Estados Unidos en 1855.

## Ejército de los Estados Confederados

### Servicio anticipado
Casi inmediatamente después de la batalla de Fort Sumter, Holmes renunció a su comisión en el Ejército de los Estados Unidos y a su mando en Fort Columbus, Governors Island en la ciudad de Nueva York (22 de abril de 1861), habiendo aceptado una comisión como coronel en el Ejército de los Estados Confederados en marzo. Comandó las defensas costeras del Departamento de Carolina del Norte y luego sirvió como brigadier general en la Milicia de Carolina del Norte. Fue nombrado brigadier general el 5 de junio de 1861, comandando el Departamento de Fredericksburg. Holmes fue asignado al General P.G.T. Beauregard, para la Primera Batalla de Manassas, donde Beauregard envió a Holmes órdenes de atacar la izquierda de la Unión, pero para cuando las órdenes llegaron a él la Confederación ya estaba victoriosa. Fue promovido a general de división el 7 de octubre de 1861. Posteriormente comandó el Distrito de Aquia antes de ser asignado al Departamento de Carolina del Norte.

### Campaña de la Península
Durante la Campaña de la Península en la primavera de 1862, Holmes fue trasladado al área de Richmond para defenderla del asalto de la Unión a la capital confederada; por lo tanto, se incorporó temporalmente al Ejército del Norte de Virginia. Su división estaba formada por las brigadas de los generales de brigada Junius Daniel, John G. Walker, Henry A. Wise y la brigada de caballería del general de brigada J.E.B. Stuart. El 30 de junio de 1862, mientras se libraba la batalla de Glendale al norte, Holmes recibió la orden de cañonear a los Federales en retirada cerca de Malvern Hill. Su fuerza fue repelida en el Turkey Bridge por el fuego de artillería de Malvern Hill y por las cañoneras federales Galena y Aroostook en el James. Durante la batalla de Malvern Hill, el 1 de julio de 1862, su fuerza estaba en reserva. Después de las Batallas de los Siete Días, Robert E. Lee expresó su disgusto por la mediocre actuación de Holmes. Los dos también tenían desacuerdos fundamentales sobre la estrategia y parece que Lee no estaba solo en su creencia de que el casi sexagenario Holmes era demasiado viejo, lento y pasivo (mejor como administrador que como comandante de campo) para librar la agresiva guerra de movimiento que Lee planeaba. En realidad, todo el contraataque confederado en las Batallas de los Siete Días había sido manejado de manera defectuosa y muchos generales tenían la culpa, incluido el propio Lee. Jefferson Davis en particular no pensaba que Holmes fuera más culpable que el resto de la estructura de mando del Ejército del Norte de Virginia. Sin embargo, su edad y su poco notable historial en la guerra hasta este punto fueron factores en su contra y Lee rápidamente dejó claro que Holmes no volvería al frente tras la reestructuración del ejército posterior a los Siete Días. El General D.H. Hill, que era conocido por su temperamento sarcástico, también difundió ampliamente la historia de Holmes diciendo "Me pareció oír disparos" en Malvern Hill.

### El Departamento de Trans-Misisipi
Holmes fue entonces reasignado a comandante del Departamento de Trans-Misisipi. Fue ascendido a teniente general, el 10 de octubre de 1862, por Jefferson Davis, pero rechazó el ascenso alegando que no había hecho nada para merecerlo. Sin embargo, Davis insistió y finalmente aceptó. Durante su tiempo como comandante del Departamento de Trans-Misisipi, Holmes no cumplió con su deber más importante: defender el control de la Confederación sobre el río Misisipi. Se negó a enviar tropas para relevar a Vicksburg, durante la Campaña de Vicksburg, lo que llevó a la victoria de la Unión. Holmes, que operaba desde Arkansas, protestó que las tropas en ese estado eran casi inútiles y que no había ninguna posibilidad real de usarlas para relevar a Vicksburg. En su mayor parte, las fuerzas confederadas en esta remota área eran poco más que una desorganizada multitud de milicianos dispersos por todos los rincones del estado. Había pocas armas disponibles y aún menos modernas. Los soldados en su mayoría no tenían zapatos, ni uniformes, ni municiones, ni entrenamiento, organización o disciplina, situación que se veía agravada por el hecho de que muchas comunidades de Arkansas no tenían un gobierno superior al de las aldeas. La gente no pagaba impuestos ni tenía leyes escritas y se resistía firmemente a cualquier intento de imponerles un gobierno externo o una disciplina militar. Los soldados de la milicia de Arkansas no entendían la organización de un ejército adecuado ni obedecían las órdenes superiores. Peor aún, muchos de ellos estaban en malas condiciones físicas y eran incapaces de soportar los rigores de una larga campaña militar. Holmes, por su parte, creía que podía reunir un ejército de unos 15.000 hombres en Arkansas, pero de todas formas no habría casi ningún oficial competente para dirigirlo. Agravando aún más sus dificultades estaban los múltiples ejércitos de la Unión que convergen en el estado desde todos los lados. En esta situación, Holmes escribió a Richmond que si por algún milagro podía organizar la milicia de Arkansas en un ejército y hacerlos cruzar el río Misisipi, simplemente desertarían tan pronto como llegaran a la orilla este. Como otra dificultad seria, la remota región de Trans-Misisipi tenía niveles de apoyo a la causa confederada considerablemente más bajos que los estados del este. La decisión de separarse de la Unión en 1861 había sido tomada en gran medida por la legislatura estatal de Arkansas, y no fue bien recibida por gran parte de la población. Los intentos de hacer cumplir la conscripción en el ejército confederado encontraron resistencia y muchos lugareños esquivaron el reclutamiento, se convirtieron en guerrilleros o incluso se unieron al ejército de la Unión, lo que provocó que los gobiernos estatales impusieran duras penas contra los evasores del reclutamiento.
Después de que numerosas quejas fueron enviadas a Davis, que tenía poca comprensión de los acontecimientos en una región a casi 900 millas de Richmond, Holmes fue relevado como jefe del Departamento de Trans-Misisipi, en marzo de 1863.

### Distrito de Arkansas
Después de que Holmes fue relevado como jefe del Departamento de Trans-Misisipi, el General Kirby Smith lo nombró jefe del Distrito de Arkansas y en junio, ordenó a Holmes que hiciera un ataque desesperado para aliviar la presión de la asediada guarnición de Vicksburg. El 4 de julio, el día en que Vicksburg cayó ante el ejército de Ulysses Grant, Holmes atacó la guarnición de la Unión en Helena, Arkansas, con 8.000 hombres. Planeó un ataque coordinado junto con Sterling Price, John S. Marmaduke, James Fleming Fagan y el gobernador de Arkansas, Harris Flanagin. A pesar de la falta de comunicación, los confederados tuvieron cierto éxito. Después de horas de lucha, se convocó una retirada general, y los confederados se retiraron a Little Rock, Arkansas. El 23 de julio, Holmes se enfermó y cedió temporalmente el mando de Arkansas a Sterling Price. Price evacuó Little Rock el 10 de septiembre, y dos semanas después Holmes retomó el mando. En una carta enviada a Jefferson Davis el 29 de enero de 1864, Kirby Smith informó que la edad de Holmes le estaba afectando y que tenía deficiencia de energía y aparentemente también sufría problemas de memoria, por lo que necesitaba ser reemplazado por un hombre más joven. Los soldados que él comandaba en Arkansas ya se habían acostumbrado a llamarlo sarcásticamente "Abuela". Al enterarse de esto, un ofendido Holmes renunció a su puesto el 28 de febrero.

### Servicio y vida posteriores
En abril de 1864, Holmes comandó las Fuerzas de Reserva de Carolina del Norte. Holmes vio poca acción después de ser nombrado para este nuevo puesto. Mantuvo esta posición hasta el final de la Guerra Civil. Holmes, junto con el General Joseph E. Johnston, se rindió a William Tecumseh Sherman el 26 de abril de 1865. Regresó a Carolina del Norte, donde pasó el resto de su vida como granjero. Holmes murió en Fayetteville, Carolina del Norte, y está enterrado allí en el cementerio de la Iglesia Presbiteriana MacPherson.